# Ryota Nishizono
Ryota Nishizono (西薗 良太, Nishizono Ryōta), né le 1er septembre 1987 à Kagoshima, est un coureur cycliste japonais.

## Biographie
Né à Kagoshima, Ryota Nishizono est étudiant au sein de l'université de Tokyo. Après ses études, il commence sa carrière professionnelle en 2011 dans l'équipe Shimano Racing, avec laquelle il remporte une étape du Tour de Hokkaido. En 2012, il rejoint l'équipe Bridgestone Anchor. Il devient cette année-là champion du Japon du contre-la-montre. Pour la saison 2013, il signe avec l'équipe continentale professionnelle Champion System.
En décembre 2013, Ryota Nishizono annonce sa retraite en tant que cycliste professionnel. Il décide cependant de revenir à la compétition en 2015 au sein de l'équipe Bridgestone Anchor.

## Palmarès et classements mondiaux

### Palmarès
- 2011
  - JBCF Ishikawa Road Race
  - 1re étape du Tour de Hokkaido
  - 3e du championnat du Japon du contre-la-montre
- 2012
  -  Champion du Japon du contre-la-montre
  - 2e du Tour de Hokkaido
- 2013
  - 2e étape du Tour de Ikuchijima
  - 2e du championnat du Japon du contre-la-montre
- 2015
  - 3e du championnat du Japon du contre-la-montre
- 2016
  -  Champion du Japon du contre-la-montre
  - 2e du championnat du Japon sur route
- 2017
  -  Champion du Japon du contre-la-montre
  -  Médaillé d'argent du championnat d'Asie du contre-la-montre par équipes
  - 2e du Tour de Hokkaido

### Classements mondiaux
| Année         | 2011 | 2012 | 2013 | 2014 | 2015 |
| ------------- | ---- | ---- | ---- | ---- | ---- |
| UCI Asia Tour | 67e  | 75e  | 142e |      | 165e |